# Creek megye
Creek megye az Amerikai Egyesült Államokban, azon belül Oklahoma államban található. Megyeszékhelye és legnagyobb városa Sapulpa. Lakosainak száma 71 754 fő (2020. április 1.). Creek megye Pawnee, Okfuskee, Tulsa, Okmulgee, Payne és Lincoln megyékkel határos.

## Népesség
A megye népességének változása:
| Lakosok száma | 70 133 | 70 509 | 70 583 | 70 470 | 70 892 | 71 754 |
|               | 2010   | 2011   | 2012   | 2013   | 2015   | 2020   |